# Geel
Geel (detta anche Gheel, da un'antica parola germanica che significa giallo) è una cittadina del Belgio, di 35 502 abitanti, situata nelle Fiandre (Provincia di Anversa).
Famosa per la sua secolare accoglienza e integrazione nel tessuto sociale di persone con disagi psichici.
Geel è sede del JRC-IRMM, uno dei sette istituti specializzati della direzione generale della Commissione europea Centro Comune di Ricerca (in lingua inglese: Joint Research Centre,  acronimo JRC) avente, in questo caso, il compito di sostenere un sistema europeo di misurazione comune (Institute for Reference Materials and Measurements, acronimo IRMM).

## Storia del secolare progetto sociale
Geel è dal XIII secolo la più grande comunità psichiatrica terapeutica aperta del mondo.
Si trova infatti vicino al santuario di santa Dinfna (ragazza di origini irlandesi che nel VII secolo d.C. scelse il martirio pur di non cedere alle mire incestuose del padre), nota per curare in particolare le malattie mentali e proteggere l'assistenza familiare. Venne santificata nel 1247 ma il suo culto era presumibilmente già attivo.
Considerando che non c'erano ospedali e le chiese rimanevano allora l'unico posto in cui poter ricoverare i malati e sperare in una cura, sin dall'antichità i parenti vi portavano i malati di malattie mentali per una intercessione della santa; non sopravvenendo tuttavia alcun tipo di intervento soprannaturale, almeno apparente, i pazienti psichiatrici nel frattempo giravano per la città, partecipando alla sua vita sociale, ospitati dagli abitanti, andando a Messa, lavorando nei campi, avendo una vita abbastanza normale.
Si formò così col tempo una rete di assistenza capillare, e oggi si calcola che circa 1000 pazienti psichiatrici siano ospiti dei 35 000 abitanti della città belga, che vanta anche un famoso istituto psichiatrico, in cui i pazienti tornano a dormire.
Una sorta di anti manicomio ante litteram che non ha mancato di affascinare i visitatori di ogni tempo e di venire continuamente citata come modello per le comunità terapeutiche in un'ottica di deistituzionalizzazione.
Attratto da questi metodi di cura, anche il padre di Vincent van Gogh pensò di mandare il proprio figlio a curarsi a Geel nel 1879.
(1854 - Serafino Biffi, direttore del manicomio di San Celso, dopo una visita a Geel.)

## Infrastrutture e trasporti
- Stazione di Geel

## Amministrazione

### Gemellaggi
- Tydavnet
- Xanten
- Lugo